# Les Quatre Livres de l'architecture

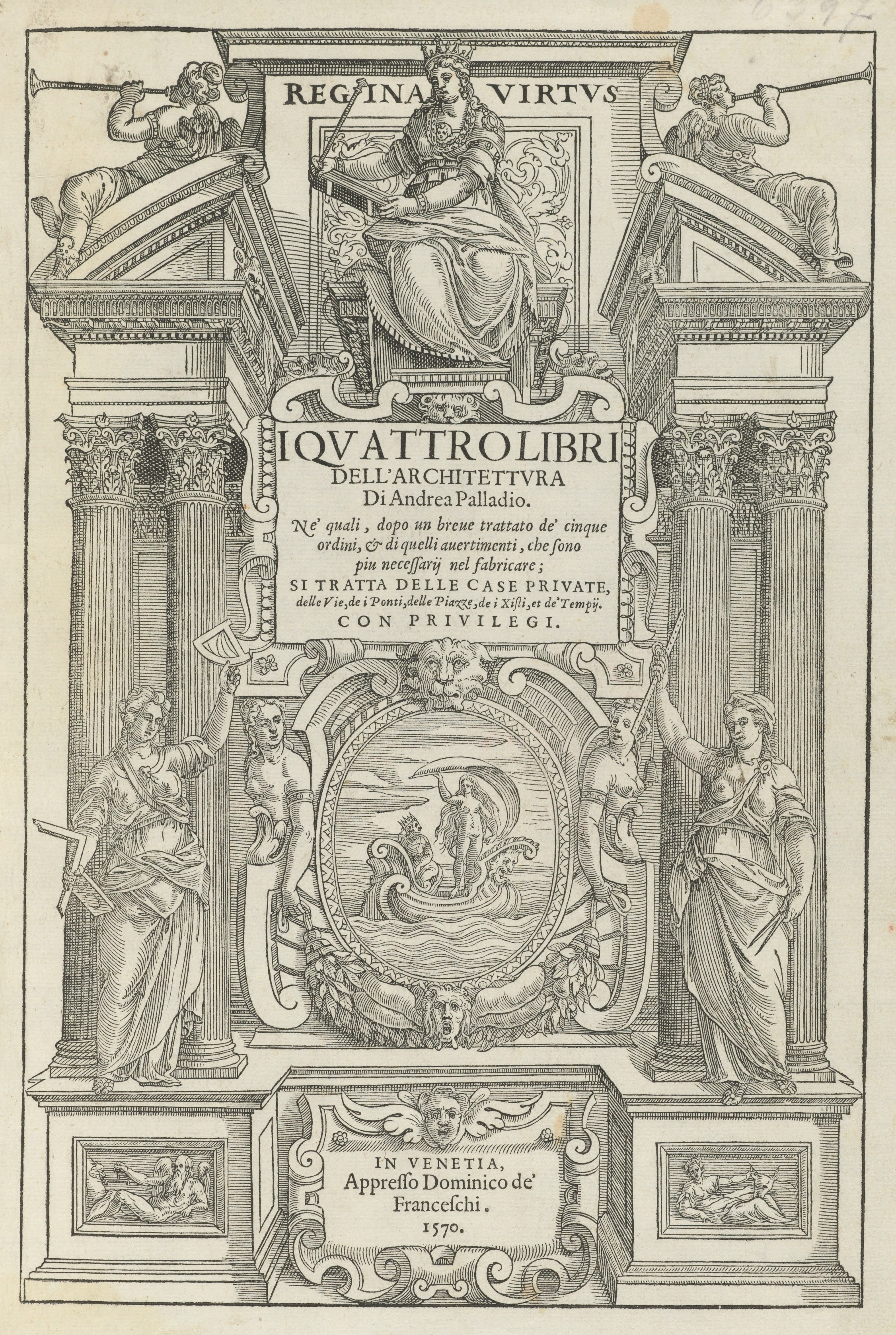
Frontispice de l'édition de 1570 livre II dI quattro libri dell'architettura.

Les Quatre Livres de l'architecture (en italien : I quattro libri dell'architettura) est un traité d'architecture écrit par l'architecte italien Andrea Palladio. Il a été publié à Venise en 1570, en quatre sections dites « livres ». Il est abondamment illustré de plans, coupes, élévations et détails d'éléments d'architecture.

## Description

### L'objet

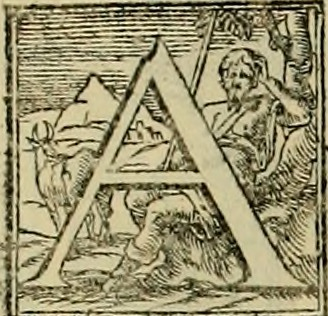
Lettre A représentant Argus gardant Io

Il s'agit des caractéristiques physiques de l'édition dite Princeps de 1570 chez Franceschi à Venise. La ville est, à cette époque, un grand centre d'édition et les éditeurs vénitiens détiennent la technologie de l'illustration au moyen de gravures. Celles-ci se feront d'abord sur bois. Les illustrations de l'ouvrage sont réalisées à partir de gravures de ce type.
Le format choisi pour l'édition originale est in-octavo (21 x 15 cm environ), à peu de chose près le format de deux briques moyennes (21 x 12 x 6 cm).
L'ouvrage fait plus de 400 pages, environ 319 pages numérotées et plus de 200 planches d'illustration. Il est organisé en quatre parties inégales dites « livre » chacune paginée séparément.
Le volume comporte de nombreuses illustrations obtenues à partir d'impression de gravures sur bois :
- un frontispice qui se retrouve aussi en tête des livres II, III et IV ;
- des planches d'architecture représentant les bâtiments et des détails en plan, coupe et élévation au nombre de 216 ;
- des lettres parlantes ou lettrines en tête de chapitre ;
- une quatrième de couverture.

Chaque livre s'organise de façon identique : le frontispice, l'avant-propos au lecteur et le développement du sujet. Il n'y a pas d'avant-propos au livre II, l'auteur en avertit le lecteur dans l'avant-propos du livre I.

### Le contenu
L'ouvrage contient les projets que Palladio veut faire connaître, par la théorie et la pratique, la pureté et la simplicité de l'architecture classique et est illustré des propres dessins d'Andrea Palladio.
L'ouvrage est écrit en langue vulgaire comme il est de tradition chez les humanistes européens de cette période. De plus, il est toujours difficile d'exprimer des techniques modernes dans des langages anciens qui ne connaissaient pas forcément les techniques décrites. Il existe d'ailleurs à cette époque de nombreux ouvrages traitant de ces difficultés, Palladio s'en fait l'écho dans le livre III lorsqu'il propose sa traduction d'un extrait des Commentaires de Jules César. Grâce à ce choix linguistique, l'ouvrage, bien que technique, est d'une grande clarté. Cette clarté du propos est due à la parfaite maîtrise du sujet abordé par Palladio ainsi que, probablement, à la fréquentation assidue d'un grammairien tel que Trissino.
Les nombreuses personnes nommées dans l'ouvrage permettent de se faire une idée des relations qu'entretenait Palladio avec les patriciens, les artistes et les ingénieurs de son temps.
Palladio est très attaché à l'aspect pédagogique de l'ouvrage qui est conçu comme un trait d'union entre Vitruve et les contemporains de l'architecte. Il le répète plusieurs fois dans le traité et notamment au chapitre XVI du livre II où Palladio s'exprime ainsi « ...n'ayant dessein que de bien expliquer Vitruve, je ne m'amuserai point-ici à rechercher ce que Pline en dit... » L'ouvrage porte sur les techniques et le bon goût que Palladio a déduit de ses études pratiques et théoriques.
Ce traité poursuit plusieurs objectifs dont celui de rationaliser la production architecturale et de démontrer la suprématie des anciens romains en matière de construction.

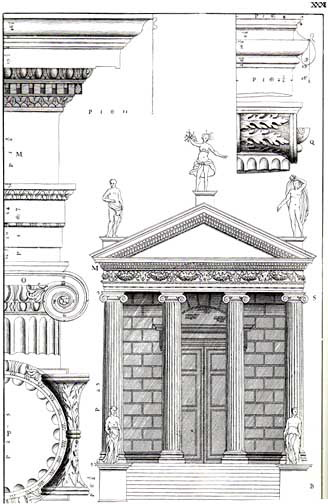
Planche du livre IV, édition du XVIIIe siècle Temple de la Fortune Virile.

L'ouvrage connaît un succès local et international considérable, il fait l'objet de rééditions régulières jusqu'à nos jours.
Il est rapidement traduit et édité en anglais, français et néerlandais et est utilisé, pour leurs projets, par de nombreux architectes.
Dans ce traité, sont indiqués les règles systématiques en matière de construction. La présentation d'exemples de projets est jusqu'alors inédite dans ce type d'ouvrage. D'autant que la technique d'imprimerie de gravure est une nouvelle technologie de l'époque et Venise est une des capitales de sa diffusion. Palladio en bon architecte s'y intéresse particulièrement et cette technique de gravure, tout comme son architecture antique, inspirera le grand illustrateur d'architecture Piranese.
Le style unique de la villa palladienne se base sur l'application à un système structural construit en brique. Palladio présente deux canons auxquels selon lui un concepteur doit se conformer dans les constructions : les règles de projet, basées sur l'aspect et règles de construction, basées sur la logique de l'édification de la villa.

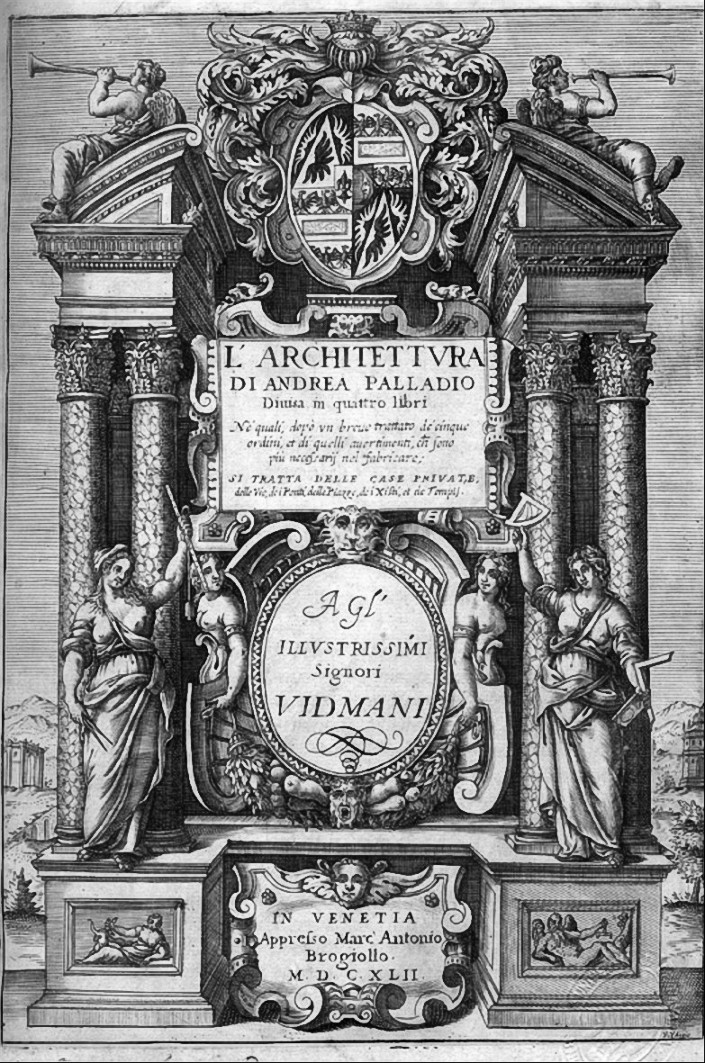
Frontispice de l'édition de 1642 dI quattro libri dell'architettura.

Le traité est subdivisé en quatre volumes principaux dit livres et l'édition 'princeps' comporte en outre deux dédicaces :
- le 1er livre comporte la première dédicace et un avant-propos commun aux premier et deuxième livres. Dans cet avant-propos Palladio indique son choix éditorial et pédagogique. Le livre premier traite de la « boîte à outils » de l'architecte : choix des matériaux, manière de construire, règles de proportion, éléments architectoniques, manière de les disposer et de les assembler ;
- le 2e livre présente plusieurs projets de Palladio en plan et élévation (iconographia et orthographia) avec une notice descriptive des particularités du projet. Ce livre montre les « travaux pratiques » d'application des règles contenues dans le livre I.

Les chapitres XIII, XIV et XV traitent des maisons de campagne et bien qu'aucune mention ne soit faite par l'auteur il est intéressant de comparer le plan de ces maisons et la description de leur jardin avec celle décrite par Érasme dans Le Banquet Religieux (1522) ou le plan de la Villa des Papyrus découverte à Herculanum. Dans le chapitre XX intitulé Des abus, Palladio dénonce certaines pratiques, notamment celle consistant à réaliser des frontons coupés, tout en précisant que l'architecte doit garder son libre arbitre en matière de « bon goût », ne présente-t-il pas un fronton coupé en frontispice ?
- Le 3e livre décrit la manière de construire les édifices publics, tels que rues, ponts, places. Il présente à la fois des projets de Palladio ainsi que des reconstitutions archéologiques d'ouvrages antiques. Il y est fait de nombreuses allusions aux sources littéraires et techniques de Palladio. Outre Vitruve, Palladio cite dans ce livre Tacite, Plutarque, Jules César dont il donne un large extrait des Commentaires à propos de la construction du pont sur le Rhin et de la reconstitution archéologique qu'en fait Palladio. Il cite aussi à propos des ponts de charpente Alexandre Picholino de la Mirandole qui fait autorité en tant qu'architecte naval de l'arsenal de Venise et auteur d'un traité de charpente navale ;
- Le 4e livre accompagné d'un avant-propos cosmologique, traite des temples construits par les anciens et présente des reconstitutions archéologiques des ruines de Rome.

## Premières éditions italiennes jusqu'auXVIIesiècle
Les principales éditions italiennes connues sont :
- L'édition dite « Princeps » de 1570 chez Franceschi à Venise
- L'édition de 1581 à Venise
- Les rééditions de 1601 et 1616 chez Bartolomeo Carampello à Venise,
- L'édition de 1642 chez Marc'Antonio Brogiollo à Venise (le frontispice présenté en illustration est tiré de cet ouvrage).

## Diffusion internationale et traductions

### Premières éditions françaises
En France, le livre est traduit en deux temps. L'architecte Le Muet fait une première traduction du livre premier. Roland Fréart de Chambray traduit dès 1641 et publie dans son intégralité en 1650 chez Edme Martin la totalité de l'ouvrage. Cette traduction est issue d'une commande du cardinal de Richelieu qui voulait « remettre l'architecture dans le droit chemin ». La traduction française présente quelques particularités, la préface est remplacée par la dédicace de Roland Fréart de Chambray, il semble que l'avant-propos du livre IV ait été auto-censuré par le traducteur. Le traducteur avait reçu de Venise les bois de gravure originaux et avait constaté qu'il était en possession de 219 gravures. Il a choisi de publier une traduction conforme à l'original et de l'augmenter des trois gravures avec un commentaire. Enfin Roland Fréart de Chambray publie à la fin de l'ouvrage un glossaire.
Cette traduction peut être considérée comme un ouvrage de référence en langue française. Dès sa parution, il est analysé par l'Académie royale d'architecture présidée par François Blondel et fait l'objet d'un comparatif détaillé et minutieux avec l'original. L'Académie conclut à l'excellence du travail de Roland Fréart de Chambray malgré quelques points de détail qu'elle relève.

### Diffusion dans le monde anglo-saxon
L'architecte Inigo Jones est probablement le premier à utiliser d'un point de vue professionnel I Quattro libri. Il possède un exemplaire de l'édition Princeps qu'il a annoté régulièrement. Cet exemplaire est conservé en Grande-Bretagne à la bibliothèque du Worcester College d'Oxford.
La première traduction en langue anglaise est assez tardive. Jusqu'à la fin du XVIIe siècle les langues les plus lues et parlées par la haute société de Grande-Bretagne sont le français et l'italien.
Les éditions anglaises datent de 1663, 1715, 1736 et 1738.
The Architecture of A. Palladio en 1715 par Giacomo Leoni serait la première édition intégrale en langue anglaise des I Quattro libri dell'architettura.
Thomas Jefferson, président des États-Unis fervent admirateur de Palladio a qualifié ce livre de « Bible de l'architecture » ; il s'est d'ailleurs largement inspiré des plans contenus dans cet ouvrage (notamment celui de la Villa Cornaro) pour la conception de la première version de sa résidence de Monticello.